# Per Catalunya
Per Catalunya va ser l'òrgan oficial del Front Nacional de Catalunya entre el 23 d'abril de 1945 (data de sortida del primer número) i el juny de 1947 (data de publicació de l'últim número), i entre 1954 i 1959, a l'exili de França.

## Etapes

### 1945-1947
En total, se'n van publicar vint-i-vuit números de característiques similars, tot i que per la periodicitat, per les condicions d'impressió i pels respectius responsables, s'hi pot veure tres etapes clarament diferenciades.
La primera etapa la formen els set primers números, que tenen alguns elements propis: la periodicitat setmanal, com s'indica en l'únic lema de la revista. Tanmateix no hi ha cap referència al FNC, és a dir, en aquests primers números només podia endevinar-se que Per Catalunya era una revista nacionalista però no que tenia una vinculació partidista; el tercer fet diferenciador és que els responsables directes de la publicació eren les mateixes persones que l'imprimien, és a dir, Jaume Martínez i Vendrell, com a responsable de la Secció Militar del Front, Josep Serra i Estruch, com a tipògraf professional i responsable directe de la confecció, i Joan Ferrer i Grau, també com a muntador i operari. A la pràctica, la divisió de tasques no estava delimitada. Els responsables de l'aparell estaven alliberats i feien vida al costat de la màquina impressora.
L'aparell es va instal·lar a començament de 1945 al número sis del carrer Riera Alta de Barcelona. La màquina que es va utilitzar en els primers set números era molt rudimentària, ja que es va comprar i va ser muntada peça a peça per Martinez Vendrell i Serra Estruch. Finalment, l'últim número d'aquesta primera fase duu la data de 4 de juny de 1945.
La segona etapa començà un mes més tard, el 19 de juliol de 1945, i durà fins al mes de juny de 1946. El canvi més evident va ser que a partir del número 10 s'inclou a la capçalera aquest subtítol: Al servei del FNC. Per primera vegada la publicació es vinculava al moviment que li donava suport. Per als lectors el canvi més substancial va ser la millora de les condicions tècniques d'impressió, que comportà una lectura més fàcil i àgil. Això va ser possible gràcies a la compra i instal·lació al local del carrer Riera Alta d'una impremta marca Boston Barcino, molt habitual en aquells temps. El nou aparell però permeté alguns avantatges evidents. En primer lloc, la màquina nova imprimia molt millor. Va ser en aquesta segona etapa que s'hi inclogueren dibuixos, fotografies i el color. La capçalera, per exemple, a partir del número 10 és a doble color, negre i vermell. El doble color significava realitzar dues tirades, cosa que dificultava i endarreria la feina.
Un altre aspecte important d'aquesta etapa va ser la creació, a mitjans de 1945, d'una mena de consell de redacció. Des del primer número el director nominal era Antoni Andreu i Abelló, en qualitat de màxim responsable del Front. A la pràctica, Antoni Andreu el delegà en els homes de la impremta. Aquella mena de consell de redacció es reunia setmanalment a casa dels pares de Joan Triadú i es discutia el contingut dels articles, es distribuïa la feina i s'intentava donar coherència a la publicació. També s'encarregaren col·laboracions a joves intel·lectuals nacionalistes de l'època, com Antoni Ribera o Josep Palau i Fabre.
Per Catalunya va esdevenir en aquell període, a més del portaveu de FNC, un dels òrgans d'expressió més crítics amb la tendència d'algun sector de la cultura catalana d'aprofitar les escletxes que el trontoll polític del franquisme podia oferir a la llengua i a la cultura nacionals. Aquesta segona etapa finalitzà el juny de 1946 amb la caiguda de la Secció Militar.
La tercera i última etapa, la conduí íntegrament Manuel Viusà i Camps. Comprèn del desembre de 1946 al juny de 1947. Entre el juny i el desembre de 1946 van passar gairebé set mesos durant els quals el FNC no va tenir cap portaveu públic. Manuel Viusà es dedicà a muntar la infraestructura impressora. L'anterior consell de redacció va desaparèixer. Viusà va recuperar, primer de tot una vella màquina seva, molt pesant, fabricada a Chicago, que tenia l'avantatge de ser un model de taula que ocupava poc espai.
La impressió dels sis últims números de Per Catalunya era defectuosa. Però l'essencial era poder publicar la revista tot esperant de tornar a comprar una Boston. El procés d'impressió era el següent: la composició es feia amb linotip. D'aquest composició Viusà en treia un rapport sobre paper humit, que passava a una planxa litogràfica sobre la qual es feia el tiratge a doble pàgina. O sigui, que el diari era imprès en litografia i no pas en tipografia, com s'havia fet amb l'aparell d'abans. Aquests últims sis números ja denoten clarament un cert pessimisme polític entre els dirigents del Front. Mentre que a la primera i a la segona etapes la publicació és plena de referències propagandístiques al Front, als seus avenços i a les seves accions, els sis últims números, a més de ser de més difícil lectura, fa una sensació totalment contrària a l'anterior. Significativament, l'editorial del núm.24 es titula Escèptics i desencisats. En el mateix número s'inclou un comentari que pot resumir l'esperit dels homes del Front: Demanem a tots els nostres seguidors i a tots els qui ens llegeixen que reaccionin amb violència davant de tots aquests signes de debilitat de caràcter. Que no tolerin al seu costat cap feblesa, que menyspreïn amb violència quan és una esclavitud orgullosa.
Per Catalunya va desaparèixer per motius polítics: a causa de la davallada de tota l'oposició. El seu últim responsable-director, Manuel Viusà, martxà a l'exili de 1948. Va ser una de les publicacions més importants de la resistència dels anys quaranta, tant pel contingut com per distribució. Si bé respongué en tot moment als interessos polítics del Front, Per Catalunya s'adreçà al públic en general, sempre que acceptés dues idees bàsiques: Catalunya i democràcia. La publicació emprà un llenguatge tranquil i serè, lluny del consignisme. En canvi era bastant analític.
Pel que fa al tiratge de la publicació va anar augmentant a mesura que passava el temps. Dels primers números se'n van editar a la vora de 500 exemplars, mentre que al mig de 1946 ja oscil·lava entre tres mil i cinc mil. La distribució es va fer sempre pels canals orgànics i de mà a mà, tot i que es té coneixement d'algunes distribucions massives i indiscriminades pels carrers de Barcelona.
Com a òrgan d'un front unitari, s'adreça a un públic majoritari. Per aquesta mateixa raó, el símbol escollit per la publicació també fou unitari: l'escut de la Generalitat, però no pas l'escut oficial aprovat pel Consell Executiu, sinó l'anomenat “escut de les conselleries”, el qual es distingeix per la forma ovalada del marc amb quatre cantoneres de fulles de llorer. (Foto de la capçalera del diari).

### 1954-1959
En octubre de 1954 i fins al 1959 va sortir al carrer el primer Per Catalunya de la segona etapa, dirigida per Manuel Viusà i Camps des de l'exili de França, amb perodicitat bimensual i del què sortiren 16 números.

## Estructura
L'estructura interna de Per Catalunya era relativament simple. L'única secció que es repetia era l'editorial. A voltes apareixien seccions com el noticiari que eren notícies breus, retalls que era una reproducció d'un text polític significatiu, alguna crònica de l'estat francès, una secció universitària. Això si cap dels articles no era signat, exceptuant els textos de nacionalistes catalans morts o a l'exili que sovint s'hi reproduïen. El nombre de pàgines oscil·là entre quatre i vuit. La mida malgrat petites variacions, sempre fou molt similar a la quartilla: entre 22x115,9 i 21,7x15,8.